# Hyptis emoryi
Hyptis emoryi är en kransblommig växtart som beskrevs av John Torrey. Hyptis emoryi ingår i släktet Hyptis och familjen kransblommiga växter. Inga underarter finns listade i Catalogue of Life.

## Bildgalleri

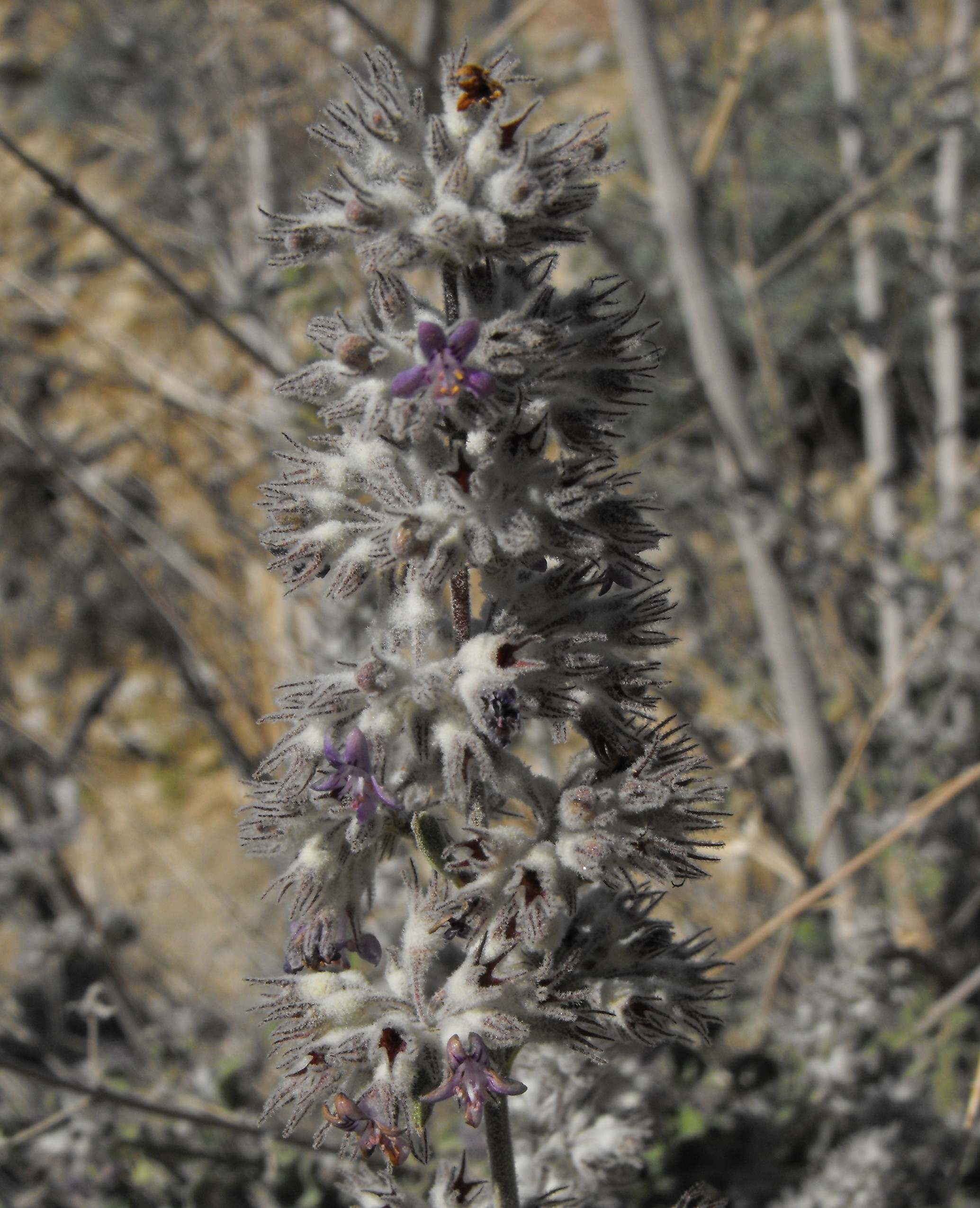
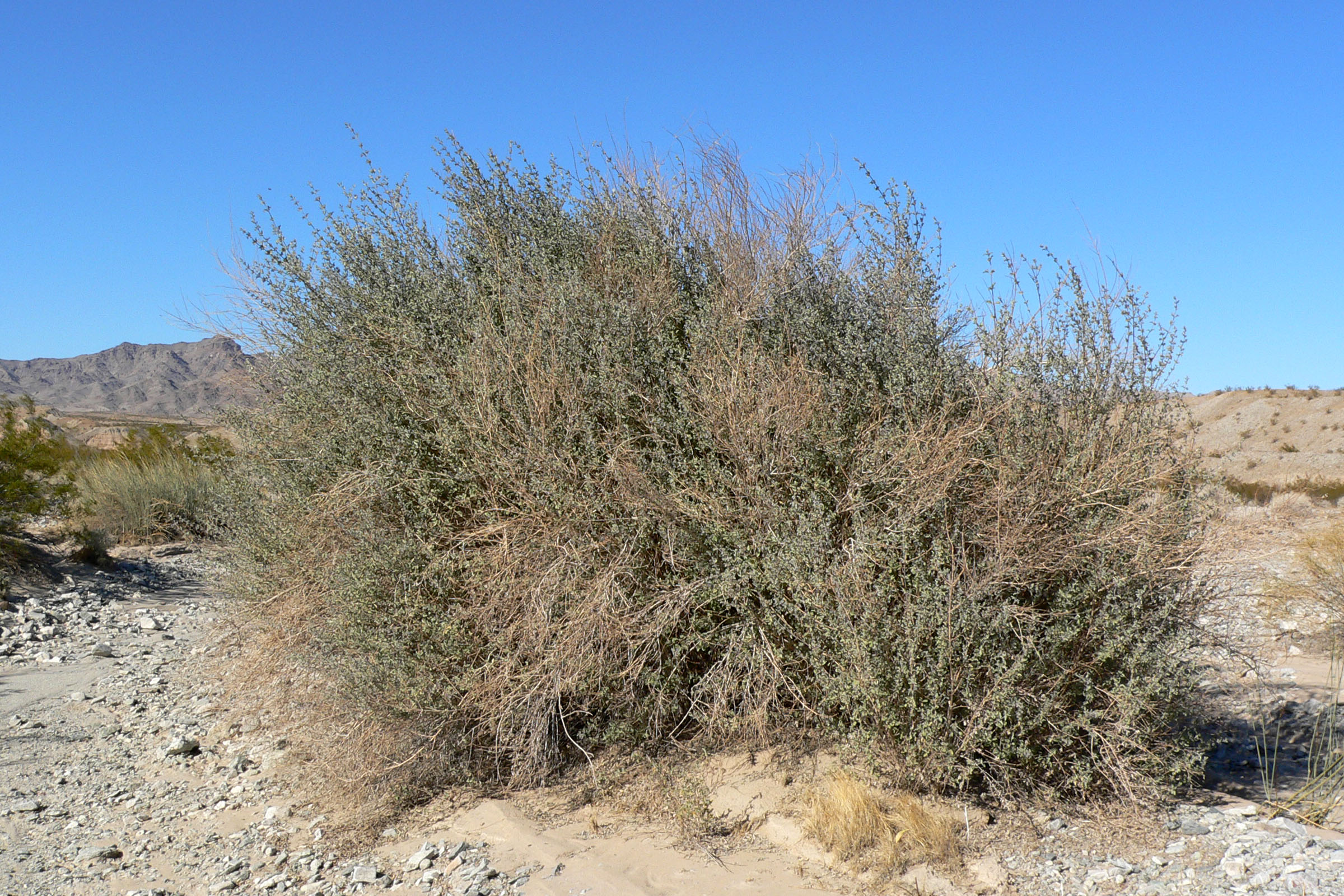
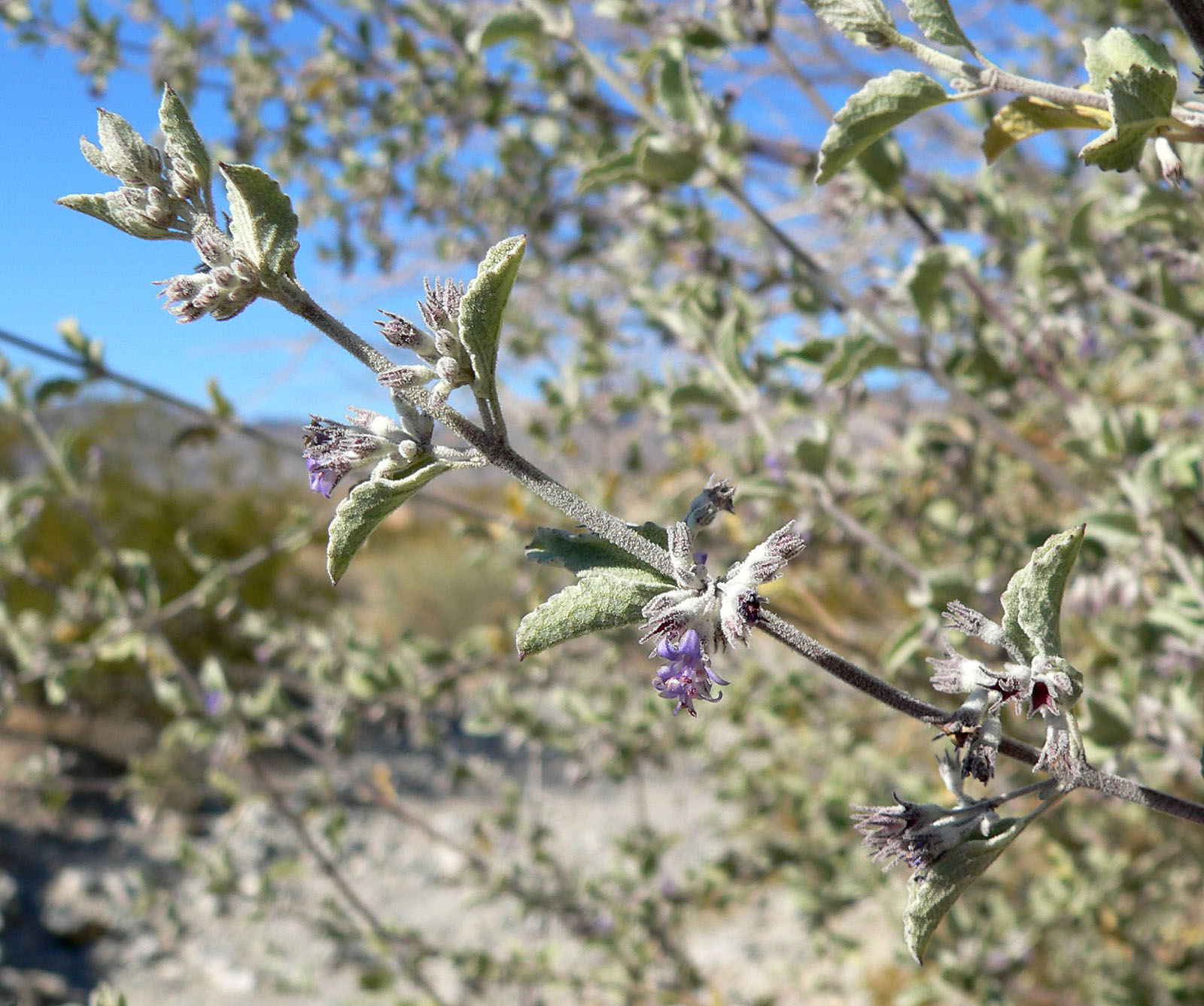
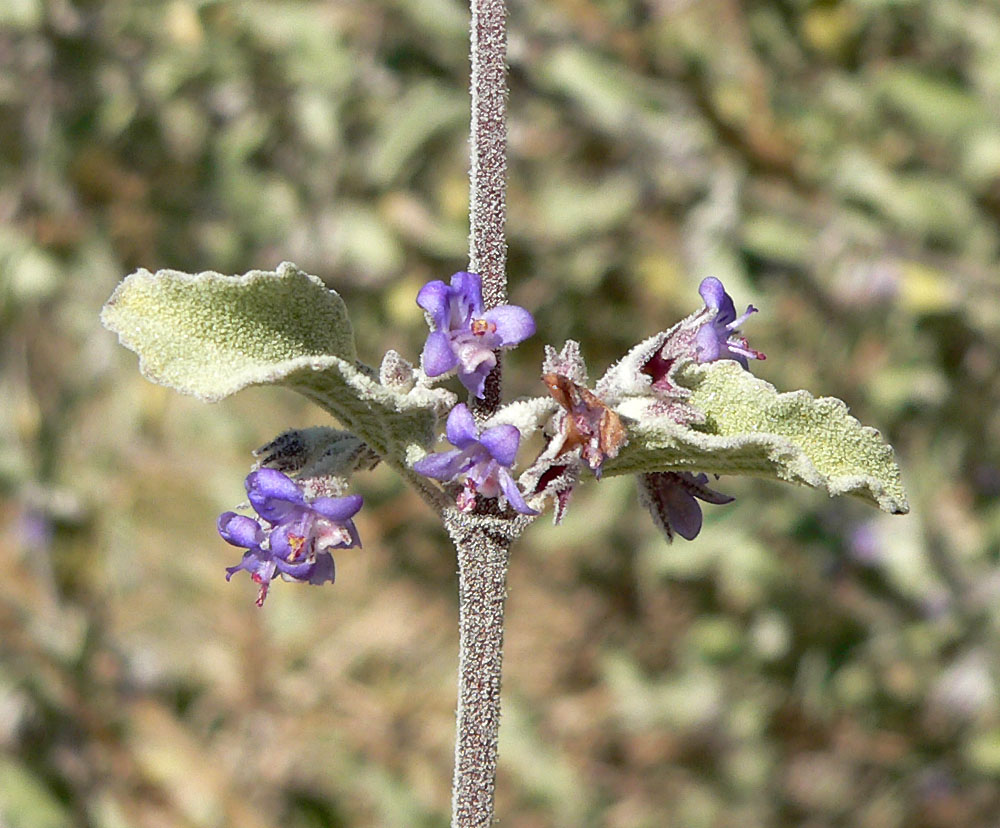
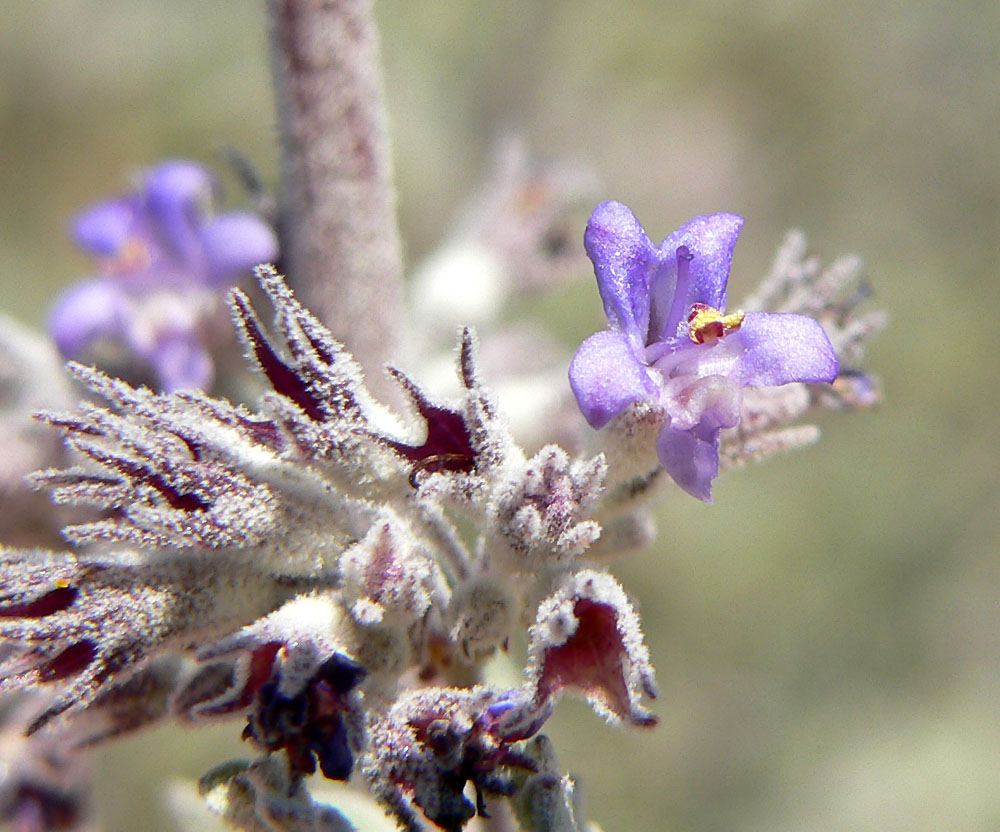
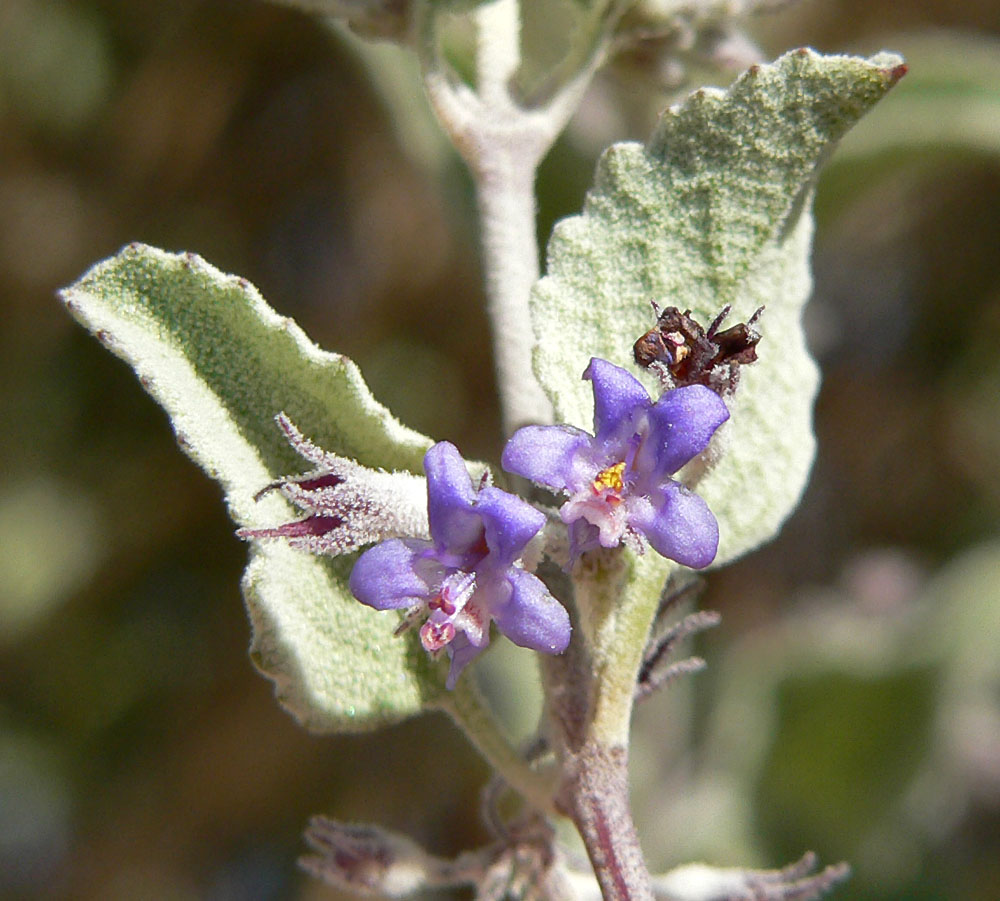